# Jérémie Lagier
Jérémie Lagier (16 gennaio 1998) è uno sciatore alpino francese.

## Biografia
Originario di Hauteluce e attivo in gare FIS dal dicembre del 2014, Lagier ha esordito in Coppa Europa il 14 dicembre 2016 a Obereggen in slalom speciale e in Coppa del Mondo il 18 ottobre 2020 a Sölden in slalom gigante, in entrambi i casi senza completare la prova. Non ha preso parte a rassegne olimpiche o iridate.

## Palmarès

### Mondiali juniores
- 1 medaglia:
  - 1 oro (gara a squadre a Val di Fassa 2019)

### Universiadi
- 2 medaglie:
  - 1 argento (slalom speciale a Lake Placid 2023)
  - 1 bronzo (slalom gigante a Lake Placid 2023)

### Coppa Europa
- Miglior piazzamento in classifica generale: 113º nel 2025

### South American Cup
- Miglior piazzamento in classifica generale: 4ª nel 2025
- 4 podi:
  - 1 vittoria
  - 2 secondi posti
  - 1 terzo posto

#### South American Cup - vittorie
| Data          | Località       | Paese     | Specialità |
| ------------- | -------------- | --------- | ---------- |
| 9 agosto 2024 | Cerro Catedral | Argentina | SL         |

Legenda:

SL = slalom speciale

### Campionati francesi
- 1 medaglia:
  - 1 argento (slalom speciale nel 2020)